# Fredis Rondón
Fredis Rondón Santiago es un político venezolano, quien fue alcalde del municipio Pueblo Llano de Mérida entre 2013 y 2017.

## Biografía
Fue electo alcalde del municipio Pueblo Llano de Mérida en 2012 por el partido Primero Justicia. En abril de 2016 apoyó la precandidatura a la gobernación de Carlos García.
El 16 de septiembre de 2016 cuatro personas secuestraron a Rondón, quien fue golpeado. La diputada Milagro Valero denunció que lo habían dejado «tirado» en la calle y que «desde Primero Justicia condenamos y repudiamos tales acciones contra nuestros dirigentes sólo por elevar su voz por el revocatorio». El periodista Leonardo León reportó que Rondón había podido escaparse de sus secuestradores, dirigiéndose hacia Santo Domingo. Funcionarios de la Guardia Nacional Bolivariana (GNB) reportaron después haber conseguido su vehículo desvalijado.
En 2021 se presentó como precandidato para la alcaldía de Pueblo Llano nuevamente, con el partido Unión y Progreso.